# Baron Grantley

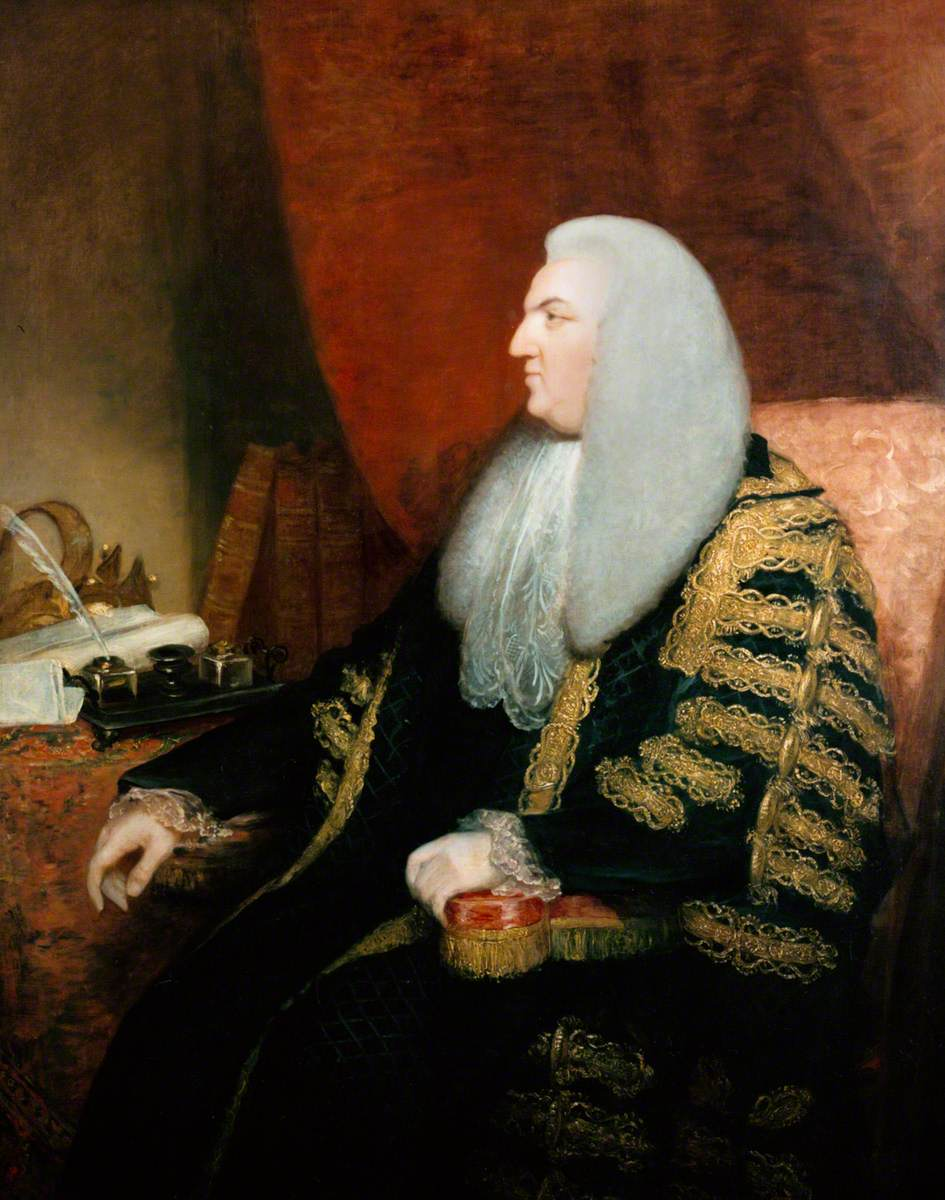
Fletcher Norton, 1. Baron Grantley

Baron Grantley, of Markenfield in the County of York, ist ein erblicher britischer Adelstitel in der Peerage of Great Britain.

## Verleihung
Der Titel wurde am 9. April 1782 für den Unterhausabgeordneten Sir Fletcher Norton geschaffen. Dieser war von 1761 bis 1763 Solicitor General, von 1763 bis 1765 Attorney General und von 1770 bis 1780 Speaker des House of Commons gewesen.
Heutiger Titelinhaber ist dessen Nachfahre Richard Norton als 8. Baron.
Historischer Familiensitz der Barone war Grantley Hall bei Grantley in North Yorkshire.

## Liste der Barone Grantley (1782)
- Fletcher Norton, 1. Baron Grantley (1716–1789)
- William Norton, 2. Baron Grantley (1742–1822)
- Fletcher Norton, 3. Baron Grantley (1796–1875)
- Thomas Norton, 4. Baron Grantley (1831–1877)
- John Norton, 5. Baron Grantley (1855–1943)
- Richard Norton, 6. Baron Grantley (1892–1954)
- John Norton, 7. Baron Grantley (1923–1995)
- Richard Norton, 8. Baron Grantley (* 1956)

Mutmaßlicher Titelerbe (Heir Presumptive) ist der jüngere Bruder des aktuellen Titelinhabers, Hon. Francis John Hilary Norton (* 1960).